# Mușchiul scurt flexor al policelui

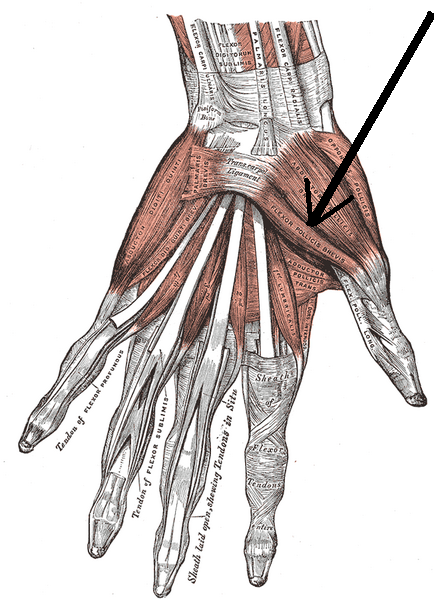
Mușchiul scurt flexor al policelui (săgeata)

Mușchiul scurt flexor al policelui (Musculus flexor pollicis brevis) sau mușchiul flexor scurt al policelui este un mușchi scurt și subțire care se găsește împreună cu mușchiul opozant al policelui (Musculus opponens pollicis) pe al doilea plan al mușchilor eminenței tenare a mâinii. Este așezat medial față de scurtul abductor al policelui (Musculus abductor pollicis brevis).

## Inserții
Are proximal două fascicule de origine: capul superficial și capul profund
- Capul superficial (Caput superficiale musculi flexoris pollicis brevis) are originea pe retinaculul flexorilor și parte distală a tuberculului osului trapez (Tuberculum ossis trapezii) și trece de-a lungul părții laterale a tendonului mușchiului flexor lung al policelui (Musculus flexor pollicis longus).
- Capul profund (Caput profundum musculi flexoris pollicis brevis) are originea de pe rândul distal al carpului: pe osul trapez, osul trapezoid și osul capitat, pe teaca fibroasă a mușchiului flexor radial al carpului (Musculus flexor carpi radialis) și pe partea ulnară a bazei metacarpianului I și trece de-a lungul părții mediale a tendonului mușchiului flexor lung al policelui (Musculus flexor pollicis longus).

Capul superficial, situat lateral, se termină inserându-se pe marginea laterală a bazei falangei proximale a policelui și pe sesamoidul metacarpofalangian lateral al policelui.
Capul profund, situat medial, se termină inserându-se pe marginea medială a bazei falangei proximale a policelui și pe sesamoidul metacarpofalangian medial al policelui.

## Raporturi
Între cele două capete ale mușchiului trece tendonul mușchiului flexor lung al policelui (Musculus flexor pollicis longus). 
Este acoperit de mușchiul scurt abductor al policelui (Musculus abductor pollicis brevis), fascie și parțial de piele.
Acoperă mușchiul opozant al policelui (Musculus opponens pollicis) și mușchiul adductor al policelui (Musculus adductor pollicis).

## Acțiune
Flectează falanga proximală a policelui și participă la mișcarea de opoziție a policelui.

## Inervația
Capul superficial este inervat de prima ramură terminală a nervului median (CVI-CVII), iar capul profund de ramura profundă a nervului ulnar (CVIII-Th1).

## Vascularizația
Vascularizația este asigurată de ramura palmară superficială a arterei radiale (Ramus palmaris superficialis arteriae radialis), arcul palmar profund (Arcus palmaris profundus), artera principală a policelui (Arteria princeps pollicis) și artera radială a indexului (Arteria radialis indicis).